# Bene Merenti

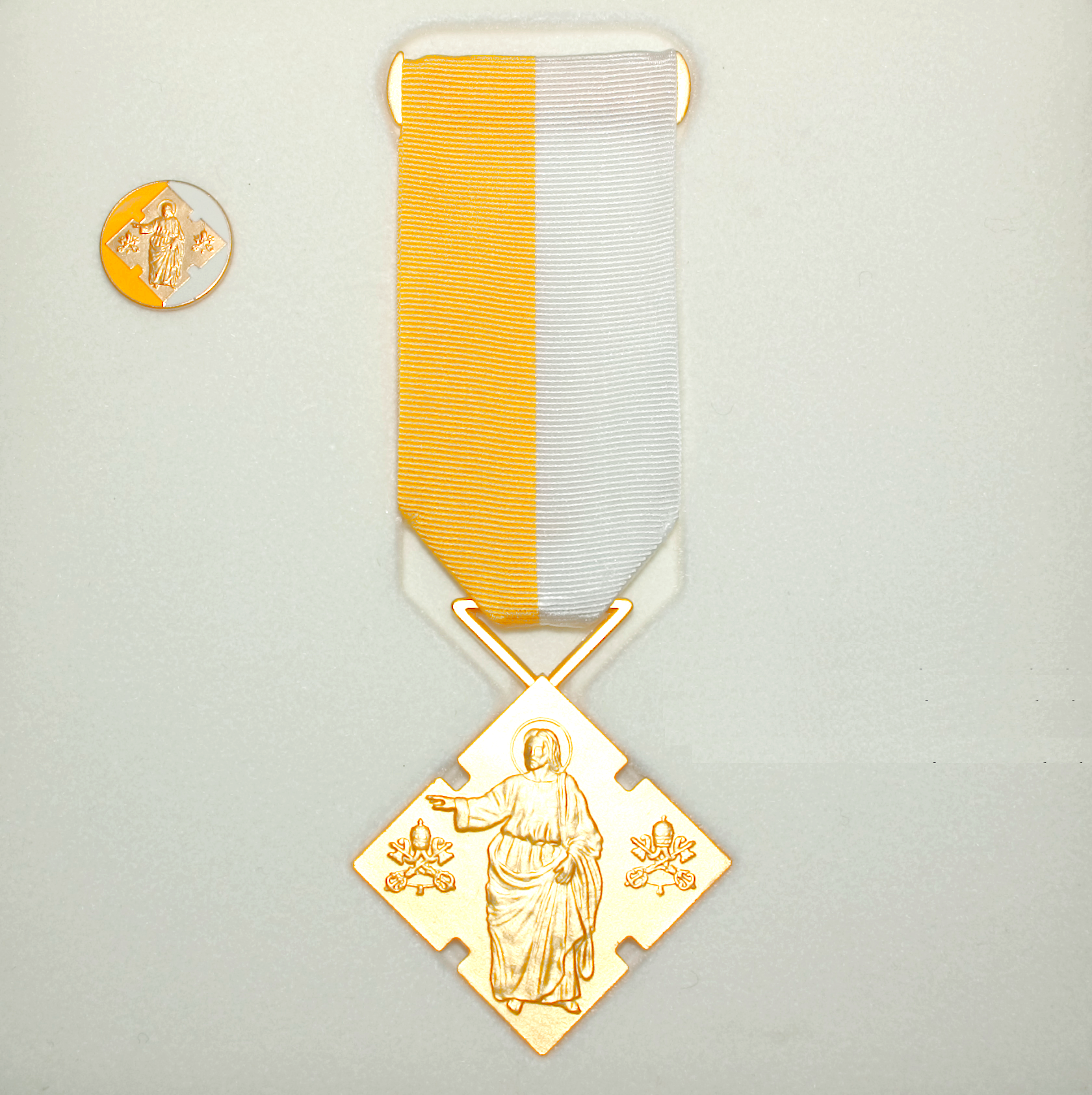
Voorzijde van de onderscheiding (uitgereikt in 2009)

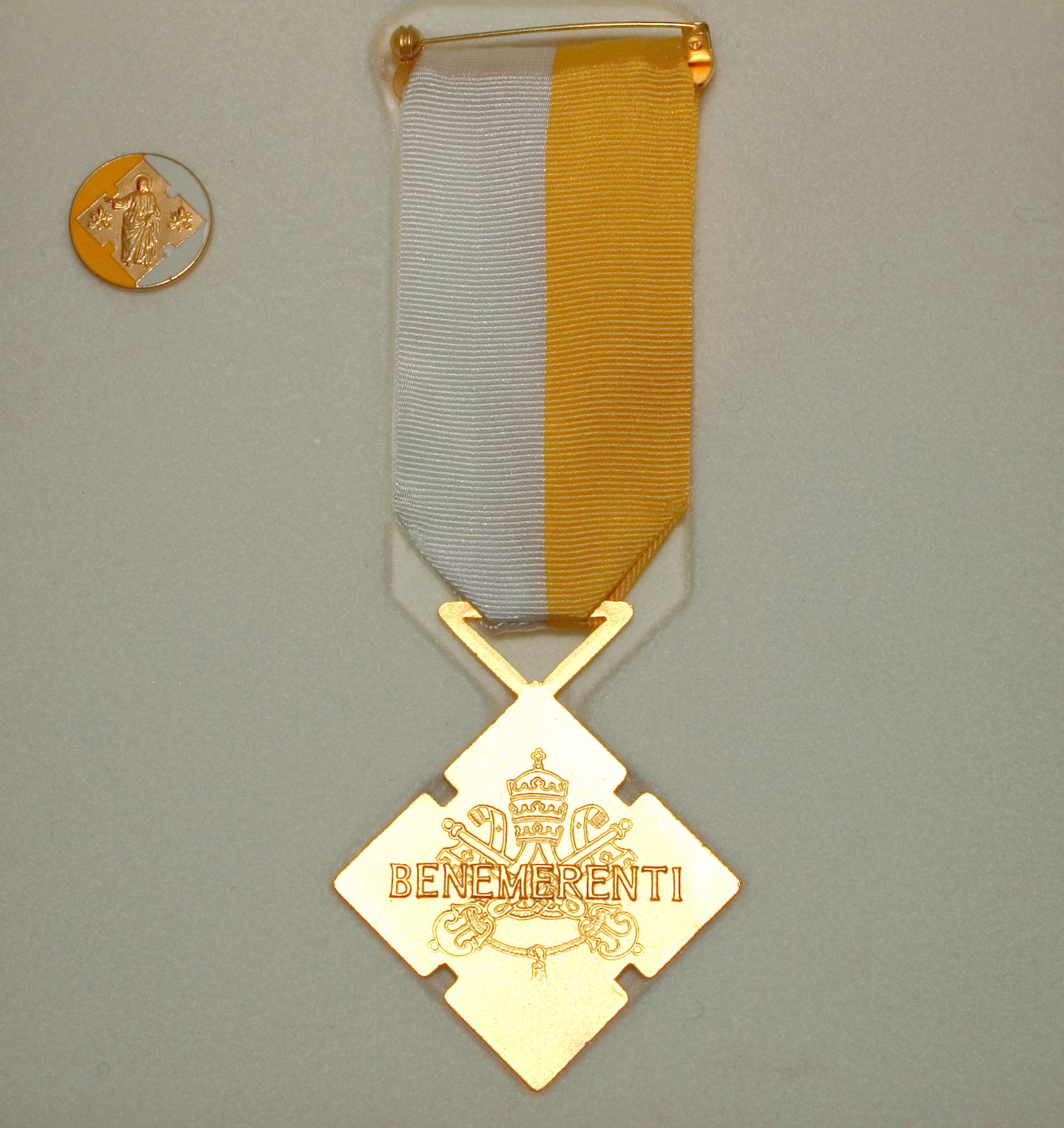
Rugzijde van de onderscheiding (uitgereikt in 2009)

Bene Merenti (Latijn: Voor een verdienstelijk persoon) is een onderscheiding die werd ingesteld door paus Pius IX (1846 - 1877) en was oorspronkelijk een kruis ter beloning van militaire verdiensten die niet in aanmerking kwamen voor de Orde van de Gulden Spoor.
De medaille werd in die tijd wel uitgereikt maar vervolgens vergeten. Ook paus Gregorius XVI stelde in 1832 twee medailles in ter beloning van civiele en militaire moed en durf. Pas een door paus Leo XIII ingestelde Bene Merenti-medaille kreeg een permanent karakter en heeft als een veel uitgereikte onderscheiding voor verdiensten in parochies een belangrijke plaats in het kerkelijke decoratiestelsel gekregen.
De onderscheiding Bene Merenti wordt verleend aan personen die "minimaal 35 jaar oud zijn en zich minstens 10 jaar langdurige op geringe, doch opvallend verdienstelijke wijze in lokaal verband inzetten voor Kerk en samenleving".
De medaille heeft een lagere status dan de ridderorden van het Vaticaan, maar zij wordt net als deze gedragen. Men draagt de onderscheiding, het is eerder een kruis dan een medaille, aan een lint in de pauselijke kleuren geel-wit op de linkerborst. De moderne, onder de kunstzinnige paus Paulus VI ontworpen onderscheiding stelt Christus voor. Christus is in een ruimvallend gewaad afgebeeld. Op de horizontale armen staan het Pauselijk wapenschild met de tiara en het schild van de regerende Paus afgebeeld.
Aanvankelijk werd de Bene Merenti-medaille alleen in brons geslagen, sinds 1912 ook in zilver.
Orde van de Gulden Spoor ·
Orde van Sint-Cecilia ·
Orde van Christus ·
Orde van Sint-Gregorius de Grote ·
Orde van het Heilig Graf ·
Orde van Sint-Johannes de Doper ·
Orde van Malta ·
Orde van Verdienste "Pro Merito Militensi" ·
Orde van de Moor ·
Orde van Pius ·
Piusridders ·
Silvesterorde ·
Orde van Sint-Silvester en de Militia Aurarta ·
Gouden Roos ·
Pro Ecclesia et Pontifice ·
Bene Merenti ·
Medaille Pro Petri Sede ·
Medaille Fidei et Virtuti
Zie ook: Ridderorden van het Vaticaan